# Fidā'ī
Fidā'ī  (in arabo فدائي‎?, Fidāʾī) è l'inno nazionale dello Stato di Palestina. Scritto da Said Al Muzayin su musica di Ali Ismael nel 1965, fu adottato ufficialmente nel 1996.

## Storia
L'inno è stato adottato dall'Organizzazione per la Liberazione della Palestina nel 1996, in conformità con l'articolo 31 della Dichiarazione d'indipendenza palestinese del 1988. Sostituì Mawṭinī. È stato scritto da Said Al Muzayin (alias Fata Al Thawra, "ragazzo della rivoluzione") e composto dal maestro egiziano Ali Ismael. Era conosciuto come "l'inno della redenzione palestinese".

## Testo
La parola fidāʾiyyīn è il plurale arabo di fidāʾī, che significa "sacrificio" / "colui che sacrifica se stesso" (una traduzione letterale di fidāʾiyyīn potrebbe essere "martiri"), e proviene originariamente dalla Persia, dove il primo gruppo di fedayyin (anche conosciuto come "Hashshashin") venne formato da Ḥasan-i Ṣabbāḥ. I fedayyin palestinesi sono militanti o guerriglieri di orientamento nazionalista appartenenti al popolo palestinese. La maggior parte dei palestinesi considera i fedayyin "combattenti per la libertà".
| Testo in arabo | Traslitterazione nell'alfabeto latino | Traduzione in inglese | Traduzione in italiano |
| يَا أَرْضِي يَا أَرْض الجُدُود فِدَائِي فِدَائِي فِدَائِي يَا شَعْبِي يَا شَعْب الخُلُود كورال: فِدَائِي فِدَائِي فِدَائِي يَا أَرْضِي يَا أَرْض الجُدُود فِدَائِي فِدَائِي فِدَائِي يَا شَعْبِي يَا شَعْب الخُلُود ١ بِعَزْمِي وَنَارِي وَبُرْكَانِ ثَأرِي وَأَشْوَاقِ دَمِي لِأَرْضِي وَدَارِي 𝄇 صَعَدْتُ الجِبَالَا وَخُضْتُ النِّضَالَا قَهَرْتُ المُحَالَا عَبَرْتُ الحُدُود 𝄆 كورال ٢ بِعَزْمِ الرِّيَاح وَنَارِ السِّلَاح وَإِصْرَارِ شَعْبِي بِأَرْض الكِفَاح 𝄇 فِلَسْطِينُ دَارِي ودرب انتصاري فِلَسْطِينُ ثَارِي وَأَرْضِ الصُّمُود 𝄆 كورال ٣ بِحَقِّ القَسَم تَحْتَ ظِلِّ العَلَم بِأَرْضِي وَشَعْبِي وَنَارِ الأَلَم 𝄇 سَأَحْيَا فِدَائِي وَأَمْضِي فِدَائِي وَأَقْضِي فِدَائِي إِلَى أَن تَعُود 𝄆 كورال | Fidāʾī Fidāʾī Fidāʾī yā ʾardī yā ʾarḍ al-judūd Fidāʾī Fidāʾī Fidāʾī yā šaʿbī yā šaʿb al-xulūd Kūrāl: Fidāʾī Fidāʾī Fidāʾī yā ʾardī yā ʾarḍ al-judūd Fidāʾī Fidāʾī Fidāʾī yā šaʿbī yā šaʿb al-xulūd I Biʿazmī wa nārī wa burkāni thaʾrī Waʾašwāqi damī liʾarḍī wa dārī 𝄆 Ṣaʿadtu l-jibālā wa xuḍtu n-niḍālā Qahartu l-muḥālā ʿabartu l-ḥudūd 𝄇 Kūrāl II Biʿazmi r-riyāḥi wa nāri s-silāḥi Wa iṣrāri šaʿbi biʾarḍ al-kifāḥi 𝄆 Filasṭīnu dārī wa darbu-ntiṣāri Filasṭīnu thārī wa arḍu ṣ-ṣumūd 𝄇 Kūrāl III Biḥaqqi l-qasam taḥta ẓilli l-ʿalam Biʾarḍī wa šaʿbī wa nāri l-ʾalam 𝄆 Saʾaḥyā fidāʾī wa ʾamḍī fidāʾī Wa ʾaqḍī fidāʾī ʾilā ʾan taʿūd 𝄇 𝄆 Kūrāl 𝄇 | Warrior, warrior, warrior, Oh my land, the land of the ancestors Warrior, warrior, warrior, Oh my people, people of eternity Chorus: Warrior, warrior, warrior, Oh my land, the land of the ancestors Warrior, warrior, warrior, Oh my people, people of eternity I With my determination, my fire and the volcano of my vendetta With the longing in my blood for my land and my home 𝄆 I have climbed the mountains and fought the wars I have conquered the impossible, and crossed the frontiers 𝄇 Chorus II With the resolve of the winds and the fire of the weapons And the determination of my nation in the land of struggle 𝄆 Palestine is my home, and the path of my triumphal Palestine is my vendetta and the land of withstanding 𝄇 Chorus III By the oath under the shade of the flag By my land and nation, and the fire of pain 𝄆 I will live as a warrior, I will remain a warrior, I will die as a warrior - until my country returns 𝄇 𝄆 Chorus 𝄇 | Guerriero, guerriero, guerriero, Oh mia terra, la terra degli antenati Guerriero, guerriero, guerriero, Oh mio popolo, popolo dell'eternità Coro: Guerriero, guerriero, guerriero, Oh mia terra, la terra degli antenati Guerriero, guerriero, guerriero, Oh popolo mio, popolo dell'eternità I Con la mia determinazione, il mio fuoco e il vulcano della mia vendetta Con il desiderio nel mio sangue per la mia terra e la mia casa 𝄆 Ho scalato le montagne e combattuto le guerre Ho conquistato l'impossibile, e attraversato le frontiere 𝄇 Coro II Con la risolutezza dei venti e il fuoco delle armi E la determinazione della mia nazione nella terra della lotta 𝄆 La Palestina è la mia casa, e il cammino del mio trionfo La Palestina è la mia vendetta e la terra di resistenza 𝄇 Coro III Con il giuramento sotto l'ombra della bandiera Per la mia terra e nazione, e il fuoco del dolore 𝄆 Vivrò come un guerriero, rimarrò un guerriero, morirò come un guerriero - finché il mio paese non ritornerà 𝄇 𝄆 Coro 𝄇 |